# Les Amoureux (film, 1964)
Pour les articles homonymes, voir Les Amoureux.
Pour plus de détails, voir Fiche technique et Distribution.
Les Amoureux (titre original : Älskande par) est un film suédois réalisé par Mai Zetterling et sorti en 1964. C'est son premier long métrage de fiction. Il est sélectionné en compétition au festival de Cannes 1965.

## Synopsis
Stockholm, 1915 : la Guerre vient d'éclater. Dans une clinique, trois femmes se retrouvent ensemble au moment d'accoucher. Elles se remémorent les instants marquants de leurs existences. La réalisatrice dresse aussi, de manière opportune, un état des lieux de la condition féminine en Suède depuis le début du siècle,.

## Fiche technique
- Titre du film : Les Amoureux
- Titre original : Älskande par
- Réalisation : Mai Zetterling
- Scénario : Mai Zetterling et David Hughes (en), d'après l'œuvre d'Agnes von Krusenstjerna[2]
- Photographie : Sven Nykvist - Noir et blanc
- Musique : Roger Wallis
- Montage : Paul Davies
- Décors : Jan Boleslaw
- Format : 1,66 : 1
- Production :  Göran Lindgren et Rune Waldekranz pour Sandrews
- Durée : 118 minutes (1 h 58)
- Pays d'origine :  Suède
- Sortie : 21 décembre 1964 en Suède / 2 mars 1966 en France

## Distribution
- Harriet Andersson : Agda Frideborg
- Gunnel Lindblom : Adele Holmström, née Silfverstjerna
- Gio Petré (en) : Angela von Pahlen
- Anita Björk : Petra von Pahlen
- Gunnar Björnstrand : Dr Jacob Lewin
- Eva Dahlbeck : Madame Landborg
- Jan Malmsjö : Stellan von Pahlen
- Heinz Hopf : Lieutenant Bernhard Landborg
- Inga Landgré : Sally Lewin
- Isa Quensel : Fredrika von Strussenhjelm

## Commentaires
Ce film a été sélectionné en compétition officielle au festival de Cannes 1965,. Sa crudité secoue le public de ce festival,. « On connaît la franchise des Suédois à l'égard des problèmes sexuels. Ils disent et montrent le plus tranquillement du monde des choses que l'on n'évoque ailleurs que par de prudentes allusions. Certaines images des Amoureux ont choqué le public », écrit ainsi le critique cinématographique Jean de Baroncelli, tout en reconnaissant que ce n'est pas la caractéristique la plus importante de cette réalisation : « il est évident que ce n'est pas pour nous montrer des scènes licencieuses que Mai Zetterling l'a réalisé. Son ambition était d'un autre ordre, et c'est vraisemblablement un point de vue féminin sur la condition de la femme », continue-t-il.
Dans cette adaptation des romans d'Agnes von Krusenstjerna, « on dénote un ton corrosif, des dialogues acides et un point de vue polémique et sincèrement féministe dont la réalisatrice ne se départira désormais plus. »